# Isaac Faggot
Isaac Faggot, född ca 1700, död 16 maj 1778 var en svensk advokatfiskal och skriftställare.
Isaac Faggot var en av Kungliga Musikaliska Akademiens stiftare den 7 december 1771 och innehar nummer 7 i dess matrikel.